# 긴류 시즈카
긴류 시즈카(일본어:  金龍 静, 1949년~)는 일본의 역사학자이자 승려, 혼간지 사료연구소 부소장오로, 홋카이도 가바토군 신토쓰카와정의 엔만지 출신이다.